# Hinchinbrooke
Hinchinbrooke är en kommun i provinsen Québec i Kanada. Den ligger i regionen Montérégie, i den sydöstra delen av landet, 130 km öster om huvudstaden Ottawa.
Kommunen är officiellt tvåspråkig (franska och engelska), med 52 % engelsktalande och 47 % fransktalande (modersmålstalare) vid folkräkningen 2021.